# Bogdan Trawiński
Bogdan Trawiński (zm. 13 grudnia 2022) – polski informatyk, dr hab. inż.

## Życiorys
W 1980 ukończył studia informatyczne w Politechnice Wrocławskiej, 31 grudnia 1986 obronił pracę doktorską Abstrakt dokumentu jako odwzorowanie procesu rozwiązywania problemu, 30 września 2014 habilitował się na podstawie pracy zatytułowanej Modelowanie zagadnień regresyjnych za pomocą systemów rozmytych.  Został zatrudniony na stanowisku adiunkta w Instytucie Informatyki na Wydziale Informatyki i Zarządzania Politechnice Wrocławskiej.
Awansował na stanowisko profesora nadzwyczajnego w Katedrze Systemów Informatycznych na Wydziale Informatyki i Zarządzania  Politechnice Wrocławskiej.
Był profesorem uczelni w Katedrze Informatyki Stosowanej na Wydziale Informatyki i Telekomunikacji Politechniki Wrocławskiej, oraz członkiem Rady Dyscypliny Naukowej – Informatyki i Telekomunikacji Politechnice Wrocławskiej.